# Loriot pourpré
Oriolus traillii
Espèce
Statut de conservation UICN

 LC  : Préoccupation mineure
Le Loriot pourpré (Oriolus traillii) ou loriot purpurin, est une espèce de passereau de la famille des Oriolidae.

## Description
Ce oiseau présente un dimorphisme sexuel : la femelle a la tête brun foncé et le ventre blanchâtre rayé de brun ; le mâle a la tête et les ailes noires et le reste du corps est rouge-pourpre.
Le loriot pourpré est insectivore.

## Habitat
Il habite les forêts humides de plaine tropicales et subtropicales.

## Répartition et sous-espèces

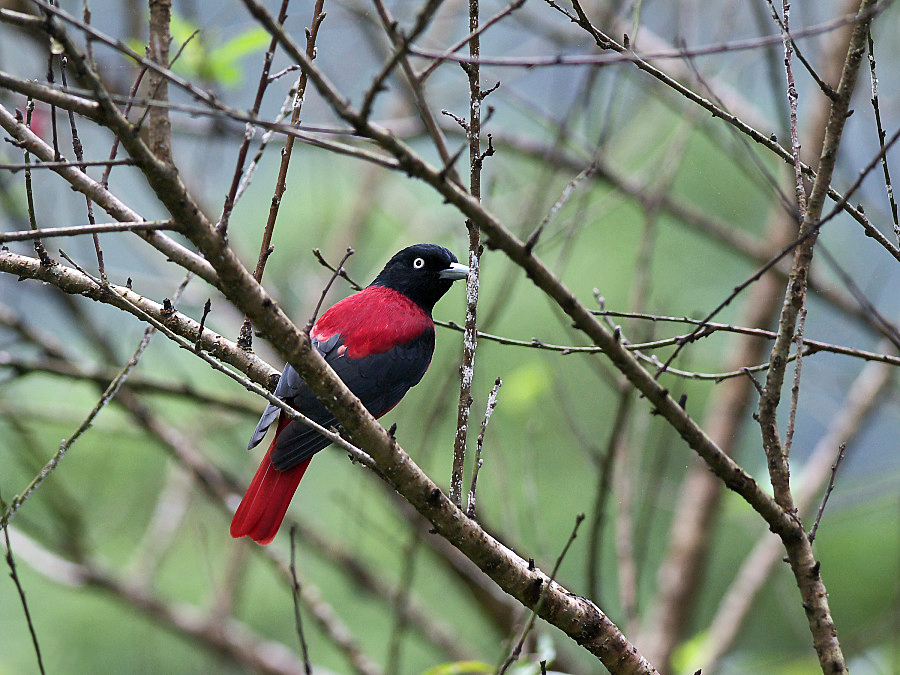
La sous-espèce O. t. ardens.

Selon la classification de référence du Congrès ornithologique international (15.1, 2025) il se répartit en quatre sous-espèces :
- O. t. traillii (Vigors, 1832) — flanc sud de l'Himalaya, Yunnan et nord de l'Indochine ;
- O. t. robinsoni Delacour, 1927 — sud de l'Indochine ;
- O. t. nigellicauda (Swinhoe, 1870) — Hainan ;
- O. t. ardens (Swinhoe, 1862) — Taïwan.